# Geschlechts-Chromatin

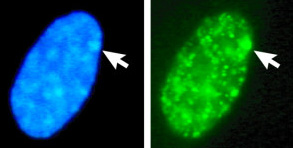
Der Zellkern eines menschlichen, weiblichen Fibroblasten wurde mit dem blau fluoreszierenden DNA-Farbstoff DAPI angefärbt, um das Barr-Körperchen, also das inaktive X-Chromosom darzustellen (Pfeil). Außerdem wurde im gleichen Kern eine Sonderform eines Histons (macroH2A) mit Antikörpern nachgewiesen, die an einen grünen Fluoreszenz-Farbstoff gekoppelt waren. Diese Histon-Sonderform ist im Barr-Körperchen angereichert.

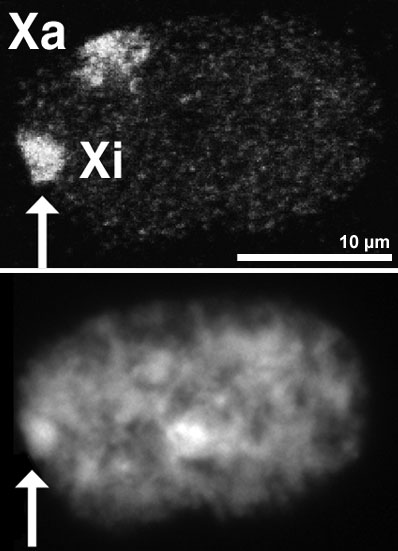
Kern einer weiblichen menschlichen Zelle aus Amnionflüssigkeit. Oben: Darstellung beider X-Chromosomen durch Fluoreszenz-in-situ-Hybridisierung. Gezeigt ist ein einzelner optischer Schnitt, der mit einem konfokalen Laserscanningmikroskop erzeugt wurde. Unten: der gleiche Kern mit DAPI-Färbung, aufgenommen mit einer CCD-Kamera. Das Barr-Körperchen ist hier gut zu erkennen (Pfeil) und identifiziert das inaktive X-Chromosom (Xi).

Als Geschlechtschromatin (auch: Geschlechts-Chromatin) oder Sexchromatin werden Chromatin-Strukturen im Zellkern bezeichnet, die sich mit Farbstoffen nachweisen lassen, und die nur bei einem Geschlecht zu finden sind. Sie werden durch Geschlechtschromosomen hervorgerufen. Beim Menschen schließt der Begriff das Barr-Körperchen und den F-Body ein.

## F-Body
Der F-Body (von englisch fluorescence body, ‚fluoreszierender Körper‘, manchmal auch ‚F-Körper‘) tritt in männlichen Zellen auf. Es handelt sich um das Y-Chromosom, das sehr Heterochromatin-haltig ist und aufgrund der damit verbundenen besseren Anfärbbarkeit dadurch manchmal nachweisbar ist.

## Barr-Körperchen
Siehe auch: X-Inaktivierung
Das Barr-Körperchen tritt bei Frauen auf. Es handelt sich um ein weitgehend inaktives X-Chromosom, das heterochromatinisiert ist und dadurch nachweisbar wird (X-Inaktivierung). Frauen besitzen normalerweise zwei X-Chromosomen, von denen eines inaktiviert wird und dann in vielen Zellen als Barr-Körperchen nachweisbar ist. Männer haben neben dem Y-Chromosom nur ein X-Chromosom und daher kein Barr-Körperchen. Obwohl ein inaktives X-Chromosom in allen normalen weiblichen Zellen vorhanden ist, lässt sich ein Barr-Körperchen nicht in allen Zelltypen und Zellzyklus-Stadien gleich gut nachweisen.
Die erste Beschreibung erfolgte 1949 durch Murray Llewellyn Barr und Edward George Bertram, ohne dass zunächst die Ursachen bekannt waren.
Mary Frances Lyon veröffentlichte Anfang der 60er Jahre die später nach ihr benannte Lyon-Hypothese, dass eines der X-Chromosomen in jeder Zelle inaktiviert wird und wann dies geschieht (circa 16. Tag der Embryogenese des Menschen). Sie prägte auch den Begriff Barr body, zu deutsch Barr-Körper oder Barr-Körperchen.
Wird bei einer Frau kein Barr-Körperchen gefunden, kann es entweder sein, dass ein X- und ein Y-Chromosom vorhanden ist wie bei Männern, dass aber auf dem Y-Chromosom das „Männlichkeits“-Gen verlorengegangen ist. Oder die Frau besitzt nur ein X-Chromosom (Genotyp X0; Turner-Syndrom).
Besitzt eine Frau mehr als einen Barr-Körper, so spricht man vom Triplo-X-Syndrom oder auch vom Poly-X-Syndrom. Es gibt jedoch auch Männer mit einem oder mehreren Barr-Körperchen (Klinefelter-Syndrom; XXY, XXXY).
Der sogenannte Barr-Test, bei dem Haare, Mundschleimhaut oder Blut zum Testen benutzt werden, gehörte eine Zeitlang bei großen Sportwettkämpfen zum Pflichtprogramm der medizinischen Untersuchungen der Teilnehmer. Er ersetzte bei den Olympischen Spielen 1968 die vorher übliche optische Untersuchung, nachdem Sportlerinnen diese als entwürdigend kritisiert hatten. Diese wurde Mitte der 1950er Jahre eingeführt, nachdem bekannt geworden war, dass der deutsche Athlet Heinrich Ratjen bei den Olympischen Spielen 1936 aufgrund seiner Lebensumstände noch als Frau mit dem Namen Dora Ratjen beim Hochsprung teilgenommen hatte.